# TVB Good Show台
是香港無綫網絡電視（2013年前身為無綫收費電視）旗下一條綜藝頻道。

## 歷史
2013年4月29日，該頻道將中文名稱的「無綫生活台」更名為「生活台」。

### Good Show時期
2013年9月28日，該頻道更名為TVB Good Show，改為播放亞洲綜藝節目為主，惟海外版本依然維持生活台名稱。
2015年4月1日早上6時，香港TVB Good Show終止播映，其功能被往後開設的亞洲綜藝台繼承。而海外版本生活台則依然維持播放至2016年4月30日。5月1日，海外版本生活台與TVB為食台合併成為星級生活台。

## 播放節目

### TVB Good Show台節目
- 另一片天空
- 女人我最大
- Let 美人（朝鲜语：렛미인 (텔레비전 프로그램)）（第一至二輯）
- 花樣爺爺
- 爸爸! 我們去哪兒?
- 超級歌喉讚
- 中國好聲音II
- 中國好聲音 II - 中秋晚會
- 超級偶像（第七屆）
- 矛盾對決
- 寵物大本營IX
- 6號訪
- 星夢.語
- 奇瘋異俗大世界（日语：仰天クイズ! 珍ルールSHOW）
- 星和無綫電視大獎2013 萬千星輝頒獎典禮
- 新城國語力頒獎禮2013
- 20才韓流大獎2013（朝鲜语：Mnet 20's Choice）
- 千奇百趣寵物營（日语：〜どうぶつ冒険バラエティ〜ワンダ!）（第二輯）
- 第24屆流行音樂金曲獎頒獎典禮
- 左麟右李左Friend右Band大派對
- Music Bank智利韓流瘋
- 第四十八屆電視金鐘獎頒獎典禮
- 2013 Mnet Asian Music Awards
- K-POP悉尼韓流瘋
- ABU亞太廣播聯盟音樂節2013
- 第十屆亞洲音樂節
- 新加坡金曲獎2013
- 2013年度TVB全球華人新秀歌唱大賽
- 新城勁爆頒獎禮 2013
- TVB 馬來西亞星光薈萃頒獎典禮2013
- 第五十六屆亞太影展頒獎典禮
- 與導演對話
- 中國夢之聲
- 發現地中海
- 第25屆CASH流行曲創作大賽
- Music Bank伊斯坦布爾韓流瘋
- 2013年度勁歌金曲頒獎典禮
- WOW高雄！ 2014不思議港都跨年夜
- 2014夢圓東方一生一世跨年狂歡
- 晴暖東方 - 2014群星新春大聯歡
- 我的導遊是明星7
- 型格瘋（第四季）
- 2013亞洲偶像盛典
- 2013華劇大賞
- 2014超級巨星紅白藝能大賞
- 爸爸去哪兒（第一季）
- 2013國劇盛典
- 世界好聲音
- SBS人氣歌謠2013
- 花樣姐姐
- 華人星光大道3
- 第二季中國好聲音全國巡演首戰澳門站
- 第二季中國好聲音全國巡演香港站
- 全能星戰
- 千奇百趣大挑戰（第一至二輯）
- 愛丁堡不思議之旅
- 2013 KBS演技大賞
- 2013 MBC演技大賞
- 仔仔一堂動起來（日语：究極の男は誰だ!?最強スポーツ男子頂上決戦）
- 蔚藍海岸嘉年華
- 香港亞洲流行音樂節2014
- 小資台灣遊
- 2013 SBS演技大賞
- 馬上唱響 - 2014 中國好聲音春節演唱會
- 空姐愛旅行
- 熱情西班牙
- 2013 KBS 歌謠大賞
- 第21屆東方風雲榜頒獎盛典
- 第50屆百想藝術大賞
- 2013 MBC 歌謠祭
- 寵物大本營X
- 超級偶像（第八屆）
- 第25屆流行音樂金曲獎頒獎典禮
- 中國好聲音2014年新年演唱會
- 夢想星搭檔
- 日本人妻在遠方
- Music Bank巴西韓流瘋
- 韓流夢幻演唱會2014
- 華語榜中榜亞洲影響力大典
- 新城國語力頒獎禮2014
- 嫲嫲帆帆去旅行（朝鲜语：마마도）
- 李敏鎬Good Day
- 我的導遊是明星8
- 正妹大連線
- 超級偶像（第九屆）
- 星和無綫電視大獎2014 萬千星輝頒獎典禮
- 第四十九屆電視金鐘獎頒獎典禮
- 新加坡金曲獎2014
- 第十一屆亞洲音樂節
- ABU亞太廣播聯盟音樂節2014
- 新城勁爆頒獎禮2014
- 2014華劇大賞
- 爸爸! 我們去哪兒? 2
- 女人真係唔易做（日语：私の何がイケないの?）
- 中國夢之聲II
- Music Bank墨西哥韓流瘋
- 花樣爺爺（第二季）
- 2014 SBS演技大賞
- 夢圓東方我們的夢跨年盛典
- 阿順歷險記
- 2014 MBC 歌謠祭
- 2014 MBC演技大賞
- 2014 KBS演技大賞
- 2014 KBS 歌謠大賞
- 香港亞洲流行音樂節2015